# Mazda Tribute
La Mazda Tribute è un fuoristrada medio costruito dalla casa automobilistica giapponese Mazda sul pianale della berlina media 626, in collaborazione con la Ford. È in vendita anche con i marchi Ford e Mercury nel Nord America e in Asia. La Tribute costa meno delle "gemelle" Ford Escape e Mercury Mariner negli Stati Uniti d'America. Inoltre ha sospensioni più rigide, in linea con l'immagine sportiva della Mazda.

## Prima serie (2001-2006)
La Tribute debuttò nel 2000 al Los Angeles Auto Show. Negli Stati Uniti colmò il vuoto lasciato dalla Mazda Navajo (una Ford Explorer rimarchiata) nel 1994, in Giappone sostituì la Mazda Proceed Levante  (rimarchiatura della Suzuki Vitara prima e seconda serie), venduta dal 1994 al 2005; mentre negli altri paesi rappresentò il primo fuoristrada della Mazda. Lo stabilimento Ford di Claycomo (Missouri) assemblava i modelli per il Nord America e l'Europa, mentre quelli di Hofu (Giappone) e Lio Ho (Taiwan) provvedevano al mercato interno.

### Restyling (2005)

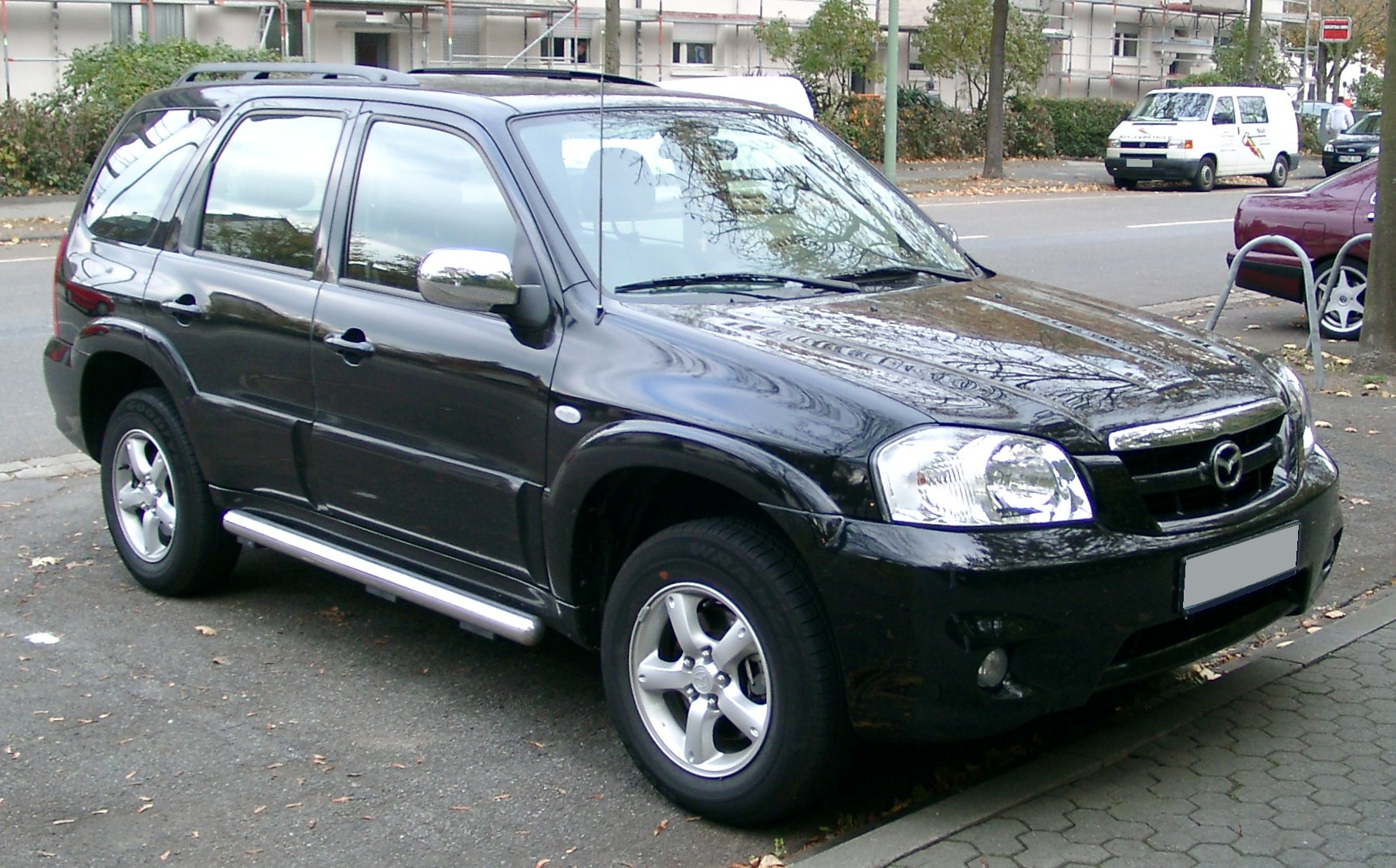
Mazda Tribute restyling

Sia l'Explorer che la Tribute furono restilizzate nel 2005, mentre la Mariner entrava in produzione. Le novità più importanti, però sono sotto il cofano, dove il 2,3 MZR sostituisce il 2,0 Zetec, solo qualche modifica marginale, invece, per il 3,0.
Il comando del cambio passa dalla colonna del volante al pavimento in tutti i modelli prodotti negli Stati Uniti, invece nei modelli prodotti in Giappone il cambio rimane al volante.

### Motori
- 2.0 Zetec 4 Cilindri, 129cv (95 kW)/183 N·m (135 ft·lbf) (2001-2005)
- 2.3 MZR 4 Cilindri, 153cv (114 kW)/206 N·m (152 ft·lbf) (2005-2006)
- 3.0 Duratec V6, 203cv (150 kW)/265 N·m (195 ft·lbf) (2001-2005)
- 3.0 Duratec V6, 203cv (150 kW)/261 N·m (193 ft·lbf) (2005-2006)

### Restyling (2006) Asia/Oceania

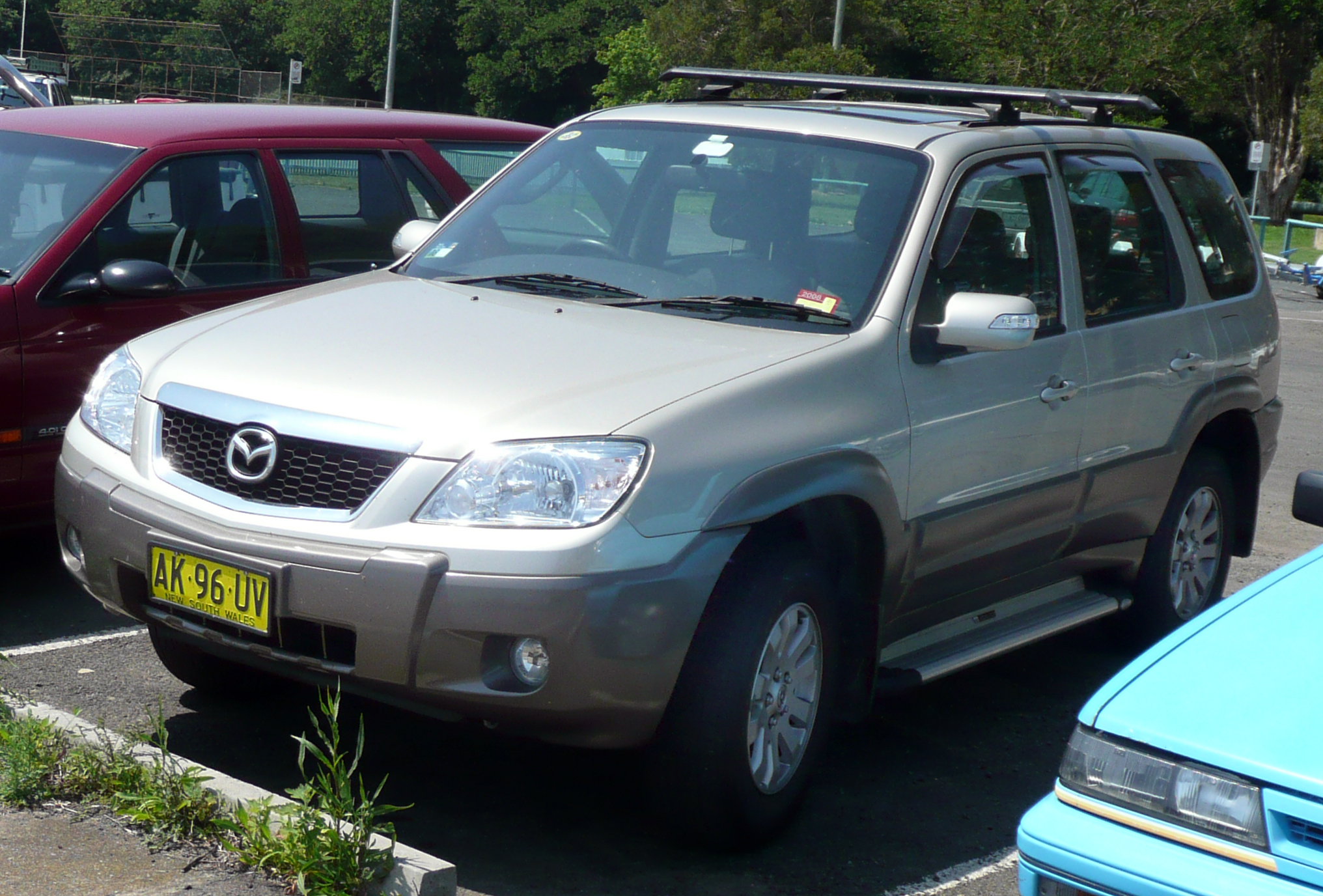
Mazda Tribute 2006 Asia/Oceania

Nella seconda metà del 2006 fu messa in commercio una versione restilizzata della Tribute prima serie unicamente nei mercati dell'Asia e dell'Oceania. Il restyling comprendeva: 
- Una mascherina più grande e sportiva con il logo Mazda più grande
- Gli indicatori di direzione laterali sono integrati negli specchietti
- Il comando del cambio passa dal volante al pavimento
- I paraurti sono ridisegnati
- I freni a tamburo posteriori vengono sostituiti da dei freni a disco
- Il cruscotto e la plancia vengono ridisegnati
- I motori sono modificati per consumare meno e sono omologati Euro3.

In alcuni paesi la Tribute, come l'Australia e il Giappone, è stata sostituita nel 2007 dalla nuova CX-7. Anche se rivisti i motori sono gli stessi della versione restilizzata.

## Seconda serie (2007)

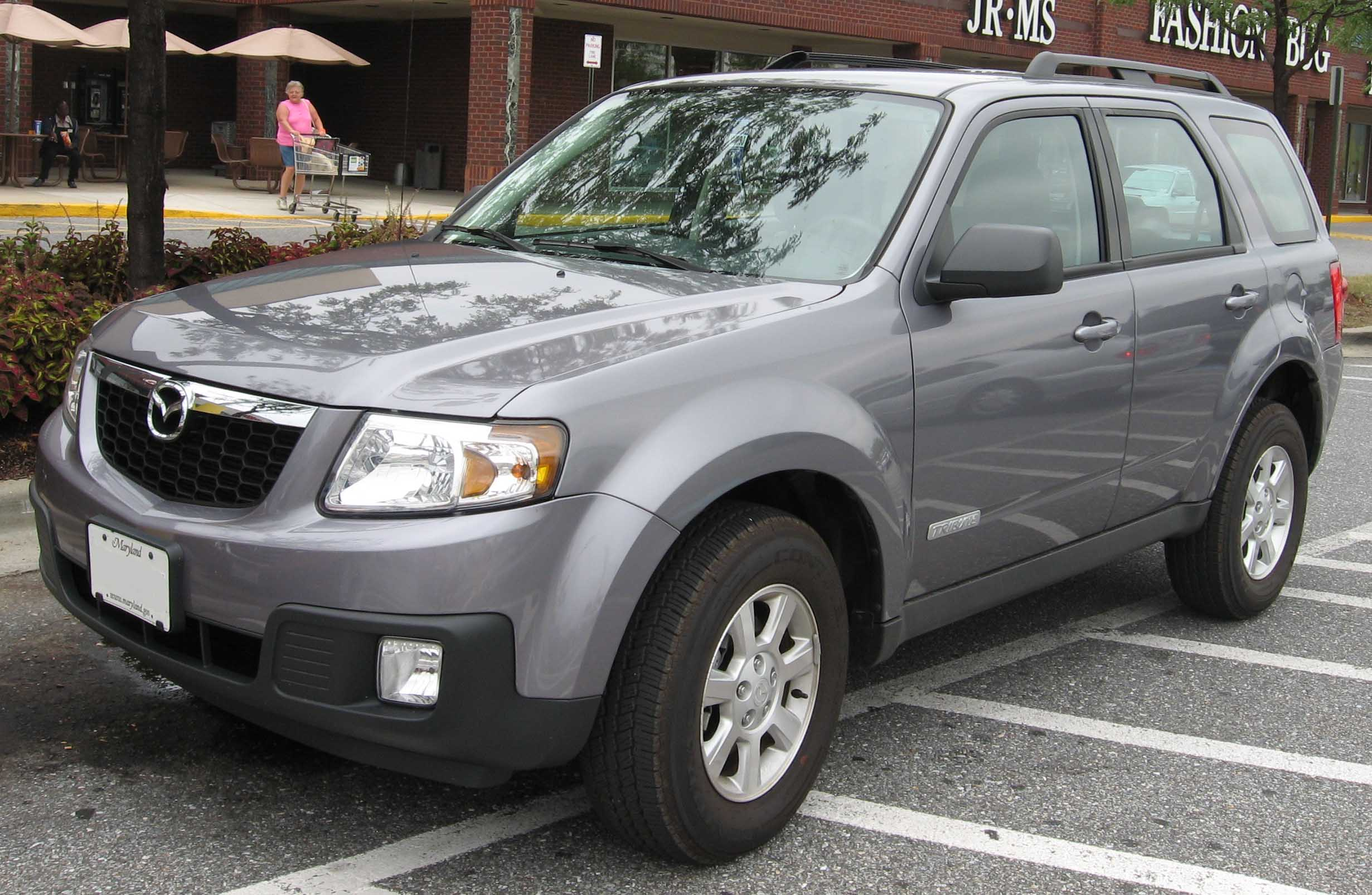
Mazda Tribute seconda serie

La Tribute seconda serie è stata introdotta nel 2007 sul mercato Nordamericano come Model Year 2008 come le due "gemelle". Inizialmente avrebbe dovuto assumere il nome CX-5 ma la Mazda ha preferito continuare a chiamarlo Tribute. Questo modello non è in vendita in Europa.
Meccanicamente la seconda serie è un passo indietro rispetto alla prima infatti i freni posteriori sono tornati a tamburo e le sospensioni sono state ammorbidite, peggiorando il piacere di guida. La seconda serie è solo un profondo restyling della prima, infatti il pianale è lo stesso e i motori sono quelli del 2005. Gli interni sono stati unificati a quelli delle due "gemelle". In futuro sarà aggiunta una versione Ibrida e il 2,3 MZR sarà sostituito dal 2,5 montato sulla Mazda 6.